# Friedrich zu Solms-Baruth (Politiker, 1795)
 Friedrich Heinrich Ludwig Graf zu Solms-Baruth (* 3. August 1795 in Baruth; † 1. Februar 1879 ebenda) war ein preußischer Standesherr und Politiker.

## Herkunft
Friedrich zu Solms-Baruth entstammte der Seitenlinie Solms-Baruth der hochadeligen Familie Solms, die seit 1596 die gleichnamige Standesherrschaft im südlichen Brandenburg besaß. Die Familie Solms-Baruth hatte eine Virilstimme im Provinziallandtag von Brandenburg und der Grafschaft Niederlausitz, 1847/48 im Ersten und Zweiten Vereinigten Landtag, der Ersten Kammer des preußischen Landtages (1848 bis 1854) und seit 1854 im Preußischen Herrenhaus. Friedrich zu Solms-Baruth war Sohn des Friedrich Carl Leopold Graf zu Solms-Baruth (1757–1801) und seiner Ehefrau Georgine, geborene Gräfin von Wallwitz (1768–1839).

## Familie
Friedrich zu Solms-Baruth heiratete in erster Ehe Bertha Gräfin zu Solms-Baruth (1801–1832), mit der er drei Kinder hatte:
- Friedrich Hermann (1821–1904) ⚭ Rosa Teleki de Szek (1818–1890),
- Marie Wilhelmine Elise (* 4. August 1823; † 6. August 1910) ⚭ Hartmann Erasmus von Witzleben (1805–1878), Oberpräsident der Provinz Sachsen
- Bertha Agnes Luise (* 14. August 1832; † 27. März 1909) ⚭ Graf Hermann Maximilian zu Lynar (1825–1914). Parlamentarier im preußischen Herrenhaus

Nach dem Tod seiner ersten Ehefrau im Kindbett nach Geburt des dritten Kindes heiratete er in zweiter Ehe Ida Gräfin von Wallwitz (1810–1869), eine Nichte seiner Mutter. Diese hatten noch zwei Kinder:
- Elisabeth (* 27. März 1836; † 27. September 1868) ⚭ Karl August Adalbert zu Solms-Wildenfels in Wildenfels (1823–1918)
- Anna Ida Amalie (* 30. Juni 1841; † 3. April 1903 in Emden) ⚭ Graf Ernst Eduard von der Schulenburg (* 29. November 1832; † 2. September 1905 in Emden), Sohn von Eduard von der Schulenburg-Emden und Parlamentarier im Preußischen Herrenhaus.

## Leben
Friedrich zu Solms-Baruth hatte bereits mit sechs Jahren seinen Vater verloren und somit das Erbe der Standesherrschaft Baruth angetreten, die später aus rund 15.000 Hektar Land mit der Stadt Baruth, sechzehn Dörfern und neun Vorwerken bestand. Neben der Verwaltung seiner Güter war er seit 1869 als vormaliger Schatzmeister nun Nachfolger seines Gutsnachbarn Oberst a. D. A.F.A. von Rochow-Stülpe Kommendator des Johanniterordens. Beide Herren waren wesentlich an der Gründung des ersten deutschen Johanniter-Krankenhauses in der Kreisstadt Jüterbog beteiligt. Als Abgeordneter hatte er einen Sitz im Provinziallandtag von Brandenburg, der Niederlausitz sowie (nacheinander) im Vereinigten Landtag, in der Ersten Kammer des preußischen Landtags und, von 1855 bis zu seinem Tod 1879, im Preußischen Herrenhaus.
Solms-Baruth wandte sich 1847 gegen Fortschritte bei der Judenemanzipation in Preußen.